# Руже цветају само у песмама
Руже цветају само у песмама је четврти албум Драгане Мирковић, издат је 1987. године.
Овим албумом Драгана је постала озбиљна и зрела певачица. Кроз цео албум чују се електрична гитара и бас, што га чини модернијим и другачијим од свега претходног што је снимила. Највећи хит, поред насловне, била је песма „Не веруј им срећо”, поред ње издвојиле су се иː „Дођи и реци да ме волиш”, „Или она или ја” и „Треба ми неко”.

## Списак песама
1. Не веруј им, срећо 
(М.М. Илић - М. Радомировић - Ј. Бочек)
2. Шта ћемо бити 
(М.М. Илић - Н. Грбић - П. Здравковић)
3. Руже цветају само у песмама 
(М.М. Илић - Н. Грбић - М.М. Илић)
4. Добро дошо, мили мој 
(М.М. Илић - М. Јанковић - П. Здравковић)
5. Или она, или ја 
(М.М. Илић - М. Радомировић. - Љ.М. Илић)
6. Дођи и реци да ме волиш 
(М.М. Илић - М.М. Илић - М.М. Илић)
7. Колевке се љуљају полако 
(М.М. Илић - Н. Грбић - Ј. Бочек)
8. Треба ми неко 
(М.М. Илић - М. Јакшић - П. Здравковић)
9. Шта бих без тебе ја 
(М.М. Илић - М. Радомировић - Ј. Бочек)